# Liberalismo clássico
O liberalismo clássico, também referido como liberalismo tradicional, liberalismo laissez-faire ou liberalismo de mercado,  é uma filosofia política e uma doutrina econômica cuja principal característica é a defesa da  liberdade individual, com limitação do poder do Estado pelo império da lei (ou pela rule of law anglo-saxã), a  igualdade de todos perante a lei,  o direito de propriedade, e, em política econômica,  prega a livre iniciativa.
Como filosofia, emerge no século XIX, na Europa e nos Estados Unidos, no contexto da Revolução Industrial e do incremento da urbanização.Tem como fontes algumas ideias correntes no final do século XVIII — sobretudo de Adam Smith, John Locke, Jean-Baptiste Say, Thomas Malthus, David Ricardo, Voltaire, Montesquieu e Frédéric Bastiat—, destacando-se a crença no livre mercado, no jusnaturalismo, no utilitarismo, e  no progresso. Assim sendo, é a fusão do liberalismo econômico com liberalismo político do final do século XVIII e início do século XIX.
O "núcleo normativo" do liberalismo clássico é a ideia de que a livre iniciativa conseguiria criar uma ordem espontânea, ou seja, apesar da inexistência de uma entidade coordenadora do interesse comum (como formas de governos ou estados), a interação dos indivíduos obedeceria a uma determinada ordem, como se houvesse uma "mão invisível" — expressão usada por Adam Smith em "A Riqueza das Nações" —,  orientando a economia e beneficiando a sociedade.
Historicamente, portanto, os liberais clássicos têm sido mais desconfiados do que os  conservadores em relação ao governo e ao Estado — por mínimo que seja — sendo que a teoria hobbesiana (de que o papel do Estado seja basicamente o de proteger os homens uns dos outros) gera uma ampla concordância entre os liberais.

## História
O liberalismo pode encontrar algumas de suas raízes no humanismo renascentista, que  contestava a autoridade da Igreja, e na facção Whigs da Revolução Gloriosa britânica, que, por sua defesa do direito de os súditos escolherem seu  próprio rei, pode ser vista como precursora das reivindicações de soberania popular. No entanto, os movimentos geralmente tidos como verdadeiramente liberais surgem durante o Iluminismo, particularmente no partido Whig inglês, na filosofia francesa da época e no movimento de defesa do autogoverno, na América colonial. Tais movimentos opunham-se à monarquia absoluta, ao mercantilismo e às diversas formas de ortodoxia religiosa e clericalismo. Foram também os primeiros a formular os conceitos de direitos individuais e a afirmar o primado da lei, bem como a importância do autogoverno através de representantes eleitos.
A liberdade como direito político essencial das pessoas foi repetidamente defendida ao longo da história, desde a   Grécia Antiga. Durante a Idade Média, as cidades italianas se revoltaram contra os Estados Pontifícios   sob a bandeira da liberdade, e, um século e meio depois, o filósofo Nicolau Machiavel fez da defesa das liberdades civis a chave da forma republicana de governar. A resistência neerlandesa ao opressivo catolicismo espanhol é frequentemente apontada como outro exemplo de luta precursora pelos valores liberais, apesar da recusa em conceder liberdade de culto aos católicos.
A história do liberalismo como ideologia mais consistente - na qual a liberdade não é algo acessório, mas a base fundamental dos direitos políticos e, mais tarde, do próprio Estado -  começa a tomar forma  no Reino Unido, em resposta ao absolutismo político e ao royalismo. O corte definitivo foi a concepção de que os indivíduos livres - e não dependentes de licença para  agir -  poderiam formar a base da estabilidade política, desde que não colocassem em risco a estabilidade política. Tal concepção é geralmente atribuída a John Locke (1632-1704), cuja obra Dois tratados de  governo estabeleceu duas ideias liberais fundamentais: liberdade econômica, ou seja o direito de possuir e usufruir da propriedade, e a liberdade intelectual, incluindo a liberdade de consciência,  exposta em Da tolerância (1689), embora Locke não estenda a  liberdade religiosa aos católicos.
A  Escolástica tardia do século XVI foi a grande base doutrinal da obra de Locke, para além da realidade concreta em que viveu.  Recolheu sobretudo as ideias  de Francisco Suárez (1548 - 1617) e Juan de Mariana (1536 - 1624) , jesuítas espanhóis que defenderam, como base dos sistemas políticos, o direito natural,  onde o homem entrega o poder para ser exercido por terceiros, mantendo entretanto o direito de  assumi-lo novamente, nos casos de injustiça. Esses autores reconhecem inclusive o direito à revolta, à revolução e ao tiranocídio, ou seja, o derrube pela força do mau governante. Juan de Mariana vai mais além e defende que a sociedade e a liberdade individual se baseiam na propriedade. Locke desenvolve posteriormente a ideia de lei natural ou de direitos naturais, os quais ele define como "vida, liberdade e propriedade". A sua "Teoria do Direito Natural" é o antepassado distante da moderna concepção de Direitos Humanos. No entanto, para Locke, a propriedade era mais importante do que o  direito de participar no governo e no processo público de decisão: ele não defendia a democracia porque receava que, ao se dar o poder ao povo,  provocar-se-ia a erosão da  propriedade privada.  No entanto, a ideia de direitos naturais desempenhou um papel chave na sustentação ideológica da Revolução Americana e da fase inicial  da Revolução Francesa  .
Na Europa continental, a doutrina do primado da lei natural e da vontade do povo, foi defendida por Montesquieu, que escreve,  em  O espírito das leis:  "O governo mais conforme à natureza é aquele cuja disposição particular  melhor se relaciona com a disposição do povo para o qual é estabelecido"  (ao contrário do governo estabelecido pela força). Na mesma linha, o economista político Jean-Baptiste Say e o filósofo Destutt de Tracy foram os mais ardentes defensores da tendência à harmonia  do mercado e deram provavelmente origem ao termo laissez-faire.
Na segunda metade do século XVIII emergiram duas escolas de pensamento particularmente relevantes para o pensamento liberal. Na Suécia-Finlandia, o período de liberdade e de governo parlamentar, entre 1718 e 1772, viu surgir o parlamentar Anders Chydenius. O seu impacto deu-se sobretudo no Norte da Europa, mas também teve importantes consequências noutras áreas do continente.
A outra escola é derivada do "iluminismo escocês", que influenciou pensadores como David Hume, Adam Smith e por fim Immanuel Kant.

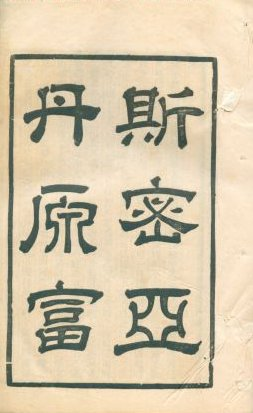
Edição japonesa de 1901 do livro A riqueza das nações de Adam Smith

Embora o escocês Adam Smith (1723-1790)  seja considerado como o mais famoso dos pensadores liberais, ele teve precursores. Os fisiocratas franceses propuseram-se a estudar,  de forma sistemática, a política econômica e a natureza da autorregulação dos mercados. Ainda mais relevante, Anders Chydenius foi o primeiro pensador a propor publicamente,  no seu livro de 1765, The National Gain,  a liberdade de comércio e a definir os próprios princípios do liberalismo, onze anos antes de Adam Smith publicar A riqueza das nações (1776). Benjamin Franklin, por seu turno, defendeu a liberdade para a indústria norte-americana em 1750.
Adam Smith expôs a teoria segundo a qual os indivíduos poderiam estruturar a sua vida económica e moral sem se restringir  às intenções do Estado e, mais que isso: segundo ele, as nações seriam tanto mais fortes e prósperas quanto mais permitissem que os indivíduos pudessem viver de acordo com a sua própria iniciativa. Smith defendeu o fim das regulações mercantis e feudais, dos grandes monopólios estatais ou similares, e é considerado o grande defensor do  "laissez-faire", princípio segundo o qual o governo não deveria tomar posição no funcionamento livre do mercado. Ele desenvolveu uma teoria de motivação, com a qual tentou conciliar o interesse egoísta individual com a desordem social (sobretudo em  Teoria dos Sentimentos Morais, de 1759). Sua  obra mais célebre, A Riqueza das Nações (1776), dedica-se a explicar como o mercado, mediante certas precondições, se autorregula naturalmente,  por intermédio da agregação das decisões individuais, sendo o livre mercado muito mais eficiente do que os pesados mercados regulados, que eram a norma no seu tempo. Segundo ele, o  governo deveria limitar-se às atividades de defesa, obras públicas e administração da justiça (evitando que os indivíduos usassem da força ou fraude para alterar  a livre competição),  sendo financiado por tributos baseados na renda. Para Smith, era a produção de riquezas, e não o total de ouro em poder de uma nação, que representava a riqueza dessa nação.
Kant foi fortemente influenciado pelo empirismo de David Hume. O seu mais importante contributo para o liberalismo foi na ética, particularmente a sua asserção do imperativo categórico. Kant defendia que os sistemas resultantes da razão e da moral estavam subordinados à lei moral natural, e, portanto,   tentativas de subvertê-las só trariam o fracasso. O seu idealismo foi estruturante, na visão de que existiam verdades fundamentais que os sistemas racionais não poderiam ignorar e nas quais deveriam ser baseados. Tal entendimento fazia a ligação com o Iluminismo inglês, o qual estabelecia a existência de direitos naturais.

## Formação do conceito
A expressão  liberalismo clássico foi  aplicada retroativamente para distinguir o  liberalismo  do início do século XIX  do  liberalismo social, desenvolvido no século XX.
Mas o conceito de  liberalismo clássico também tem sido empregado com outros significados. Às vezes, é usado para se referir a todas as formas de   liberalismo anteriores ao século XX. Já alguns conservadores e adeptos do  libertarianismo usam a expressão  liberalismo clássico para traduzir sua crença na  primazia da liberdade individual e no Estado mínimo. Segundo essa visão, os liberais clássicos suspeitam do Estado, por mínimo que seja,e, portanto, são contra o estado de bem-estar social.Portanto,  o entendimento do conceito pode variar, ora aplicando-se ao Estado mínimo, ora a qualquer forma de liberalismo anterior ao século XX ora à crença na  paz e na liberdade.
Segundo Anthony Quinton, os liberais clássicos acreditavam que o mercado, sem intervenções, é o mais eficiente mecanismo para satisfazer as necessidades humanas e canalizar recursos para seus usos mais produtivos: eles eram "mais desconfiados que os conservadores de tudo que não fosse o mais mínimo dos governos". O anarcocapitalista Walter Block argumenta porém que Adam Smith era um defensor da liberdade econômica mas permitia o governo intervir em muitas áreas. Liberais clássicos argumentam que um "mercado livre não regulado" e é fundamentado no fato de "os indivíduos serem racionais e metódicos na busca dos seus objetivos".
Para o liberalismo clássico, direitos são de natureza negativa, o que requer  que outros indivíduos (e governos) abstenham-se de interferir no mercado, enquanto os social-liberais  sustentam que os indivíduos têm  direitos positivos, como o direito de voto , o direito à educação, à saúde e a um  salário suficiente para atender às necessidades da existência. A tributação é necessária para que a sociedade garanta os direitos positivos Ao contrário dos social-liberais, os liberais clássicos são hostis à ideia do estado do bem estar social. Eles não têm interesse em igualdade de resultados, mas apenas de igualdade perante a lei. Eles criticavam o fato de direitos grupais de trabalhadores  serem obtidos em detrimento dos direitos individuais,  ao mesmo tempo em que aceitavam que as empresas conquistassem direitos  à custa da desigualdade do poder de barganha, observado por  Adam Smith
Nos Estados Unidos, o liberalismo se estabeleceu fortemente, mas na Europa,  encontrava oposição de vários interesses. Dos tempos da Revolução Industrial até a Grande Depressão, o liberalismo nos Estados Unidos viu seus primeiros desafios ideológicos. Durante a Grande Depressão, o liberalismo norte-americano mudou sua definição, passou a descrever sua posição formal, como por exemplo na opinião de Arthur M. Schlesinger Jr.:
Nas primeiras décadas do século XX, o liberalismo clássico começa a evoluir para o chamado liberalismo neoclássico ou neoliberalismo, que defende a redução do governo ao mínimo possível, a fim de permitir o exercício da liberdade individual, e, em sua forma extrema, defende também o  darwinismo social. O libertarianismo  também pode ser  considerado como uma forma de liberalismo neoclássico. :124
Especialmente na Europa,  à exceção do Reino Unido, o liberalismo era relativamente fraco e impopular por sua oposição ao socialismo, então nenhuma mudança no significado ocorreu.

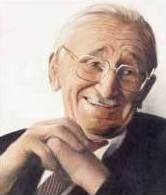
Hayek, figura-chave na volta do liberalismo no século XX

Durante a década de 1970, porém, a lentidão do crescimento econômico, níveis cada vez maiores de impostos e a dívida governamental causaram uma volta ao liberalismo. Friedrich von Hayek e Milton Friedman argumentaram contra a intervenção governamental na política fiscal e suas ideias eram embasadas por partidos conservadores nos EUA e no Reino Unido no inicio da década de 1980. De fato, Ronald Reagan creditou Frédéric Bastiat, Ludwig von Mises e Hayek como suas influencias.
Foi o acadêmico alemão  Alexander Rüstow quem cunhou o termo "neoliberalismo" em 1938, durante o  Colóquio Walter Lippmann.
O conceito de neoliberalismo surge num período em que o  social liberalismo e o keynesianismo foram tendências dominantes no mundo ocidental e terá como expoentes os economistas como  Friedrich Hayek e Milton Friedman,:43 que defendiam a redução do Estado e o retorno ao liberalismo clássico. Todavia o neoliberalismo aceitava certos aspectos do social liberalismo, tais como a provisão de um certo grau de bem-estar social pelo Estado, ainda que em escala muito reduzida. Embora Hayek e Friedman usassem a expressão liberalismo clássico para se referir às próprias ideias, outros usam essa expressão para se referir exclusivamente ao liberalismo anterior ao século XX - não para designar qualquer outra vertente  em particular -, considerando portanto, que todos os desenvolvimentos posteriores sejam, por definição, não clássicos.
Assim,  geralmente considera-se os desenvolvimentos da chamada Escola Austríaca (Ludwig von Mises, Friedrich Hayek) e Milton Friedman, da Escola de Chicago como constitutivos do pensamento liberal neoclássico  ou neoliberal, parcialmente tributário das ideias de  Jean-Baptiste Say e Frédéric Bastiat, entre outros, ainda  que alguns se refiram a Mises, Hayek e Friedman como novos representantes do liberalismo clássico e responsáveis pela recuperação do prestígio dessa tradição no século XX.
Friedrich Hayek identificou duas tradições diferentes no liberalismo clássico: a "tradição Britânica" e a "tradição Francesa". Hayek diz que filósofos da tradição britânica como David Hume, Adam Smith, Adam Ferguson, Josiah Tucker, Edmund Burke e William Paley são representativos da tradição que articula fé no empirismo, no common law, e em tradições e instituições que se desenvolveram espontaneamente, mas são pouco entendidas. A tradição francesa inclui Jean-Jacques Rousseau, Marquis de Condorcet, os enciclopedistas e os fisiocratas. Essa tradição ancora-se no racionalismo, ou seja,  nos poderes sem limites da razão, e em geral confronta a tradição escolástica e a religião. Hayek concede que os títulos nacionais não correspondem exatamente a cada uma das tradições: segundo ele,  os franceses Montesquieu, Benjamin Constant e Alexis de Tocqueville pertencem à tradição britânica, enquanto  os britânicos Thomas Hobbes, William Godwin, Joseph Priestley, Richard Price e Thomas Paine   pertencem à tradição francesa. Hayek também rejeita que o título "laissez faire" como originário da tradição francesa e alheio às crenças de  Hume, Smith e Burke.
O liberalismo clássico tem algumas similaridades com o  libertarianismo, incluindo termos usados de maneira semelhante à dos minarquistas libertários.

## Livre comércio e paz mundial
Vários liberais, incluindo Adam Smith e Richard Cobden, argumentam que a livre troca de bens entre as nações pode levar à paz mundial (ver: Escola de Manchester). Cientistas políticos americanos contemporâneos, incluindo Dahl, Doyle, Russet e O'Neil, apóiam essa teoria. Dr. Gartzke, da Universidade de Colúmbia, diz que "acadêmicos como Montesquieu, Adam Smith, Richard Cobden, Normal Angell e Richard Rosecrance já haviam especulado que o livre mercado tem o potencial de liberar as nações do prospecto de uma guerra recorrente". Os cientistas políticos John R. Oneal e Bruce M. Russet, conhecidos como os autores da Teoria da Paz Democrática, dizem:
Adam Smith argumentava em a Riqueza das nações que enquanto às sociedades progrediam de nômades para sociedades industriais os ganhos da guerra aumentariam, mas os custos da guerra aumentariam ainda mais, tornando guerra algo difícil e de alto custo.
Cobden acreditava que os gastos militares pioravam o bem estar do estado e beneficiavam apenas uma pequena elite concentrada. Para Cobdem, e muitos liberais clássicos, aqueles que clamam por paz mundial também devem clamar por mercados livres.

## Liberdade
O diretor executivo do The Objectivist Center e libertário David Kelley argumenta que os liberais clássicos tinham um conceito de liberdade inteiramente em contradição com a definição liberal moderna. Enquanto os liberais clássicos pediam por livre comércio e autoridade central limitada, os liberais modernos redefiniram liberdade e direitos humanos para incluir autoridade do governo sobre a propriedade, trabalho e capital. Adam Smith argumentava que de maneria a servir o bem estar à humanidade, os indivíduos devem ser livres para seguir seus próprios interesses, que devem "sustentar a vida e comprar produtos", e que o governo deveria não interferir no livre empreendimento, impedindo apenas competição desleal e brigas.
Kelley também sugere que os liberais clássicos entendiam liberdade como uma direito negativo, livre da ação coerciva dos outros. Liberais modernos incluem direitos positivos na liberdade, que são os direitos de controlar e determinar suas próprias ações e destino e da provisão de produtos. O entendimento moderno  é o oposto do pensamento clássico. 

## Divergências entre liberais clássicos
Em seu livro A Lei, Frédéric Bastiat critica os autores Montesquieu e Jean-Jacques Rousseau por terem argumentado de uma maneira "anti-liberal". O autor escreve o seguinte:
"Estes autores socialistas olham para as pessoas da mesma maneira que o jardineiro olha para suas árvores. Assim como o jardineiro dá caprichosamente às árvores a forma de pirâmides, guarda-sol, cubos, vasos, leques e outras coisas, da mesma forma procede o escritor socialista."
Para Frédéric Bastiat, os dois teóricos foram contra princípios fundamentais do liberalismo como:
- Defesa da propriedade privada;
- Ser contra a espoliação legal;
- Defesa do livre comércio;
- Direitos negativos;
- Limitação do estado.